# Elecciones federales de Alemania de diciembre de 1924
Las cuartas elecciones parlamentarias de la República de Weimar tuvieron lugar el 7 de diciembre de 1924, con el propósito de elegir a los miembros del Reichstag. El Reichstag se había disuelto el 20 de octubre de ese año, la participación fue del 78.8%.
Tras las elecciones, que se celebraban como resultado de la incapacidad del Parlamento elegido en mayo de 1924 de acordar un Gobierno, persistió el bloqueo político anterior. Sin embargo, finalmente, se llegó a una solución de compromiso, que consistía en que el SPD, Zentrum y el DVP aceptaban formar un Gobierno de coalición conjunto. No obstante lo anterior, se estableció que la presidencia del Gobierno recaería en un miembro de Zentrum, por lo que a pesar de ganar las elecciones los socialistas no volverían a presidir el Gobierno alemán en esta legislatura.

## Resultados
| # | Partido político    | Votos      | % de votos válidos | Escaños | Variación (escaños) |
| - | ------------------- | ---------- | ------------------ | ------- | ------------------- |
| 1 | SPD                 | 7.881.041  | 26.02%             | 131     | +31                 |
| 2 | DNVP                | 6.205.802  | 20.49%             | 103     | +8                  |
| 3 | Zentrum             | 4.118.849  | 13.60%             | 69      | +4                  |
| 4 | DVP                 | 3.049.064  | 10.07%             | 51      | +6                  |
| 5 | KPD                 | 2.709.086  | 8.94%              | 45      | -17                 |
| 6 | DDP                 | 1.919.829  | 6.34%              | 32      | +4                  |
| 7 | BVP                 | 1.134.035  | 3.74%              | 19      | +3                  |
| 8 | NSFP                | 907.242    | 3.00%              | 14      | -18                 |
| 9 | Otros partidos      | 2.365.144  | 7.80%              | 29      | -                   |
|   | Votos nulos/blancos | 414.934    | -                  | -       | -                   |
|   | Total               | 30.705.026 | 100.0%             | 493     | +21                 |

- Fuente: Gonschior.de